# Boița
Boița (in ungherese Bojca, in tedesco Ochsendorf) è un comune della Romania di 1683 abitanti, ubicato nel distretto di Sibiu, nella regione storica della Transilvania. 
Il comune è formato dall'unione di 4 villaggi: Boița, Lazaret (Lazarett), Lotrioara (Lauterburg), Paltin (Muckendorf).
Boița è divenuto comune autonomo nel 2004, staccandosi dalla città di Tălmaciu.
Scavi archeologici hanno rinvenuto sul territorio del comune i resti di un insediamento romano chiamato Caput Stenarum ed un castrum della Legio XIII Gemina.
I principali monumenti del comune sono:
- Il Castello Turnu Roșu, la cui esistenza risulta per la prima volta in un documento del 1453; le principali fortificazioni tuttora visibili sono due torri, la prima, quadrangolare e con lati di 14 m., è su quattro livelli e dotata di feritoie, la seconda, esagonale e con lati di 7 m., venne costruita successivamente, verso la fine del XV secolo
- La chiesa ortodossa dell'Assunzione di Maria (Adormirea Maicii Domnului), a navata singola, con pronao, navata singola e cupola a tamburo, costruita tra il 1813 e il 1822.

## Galleria d'immagini

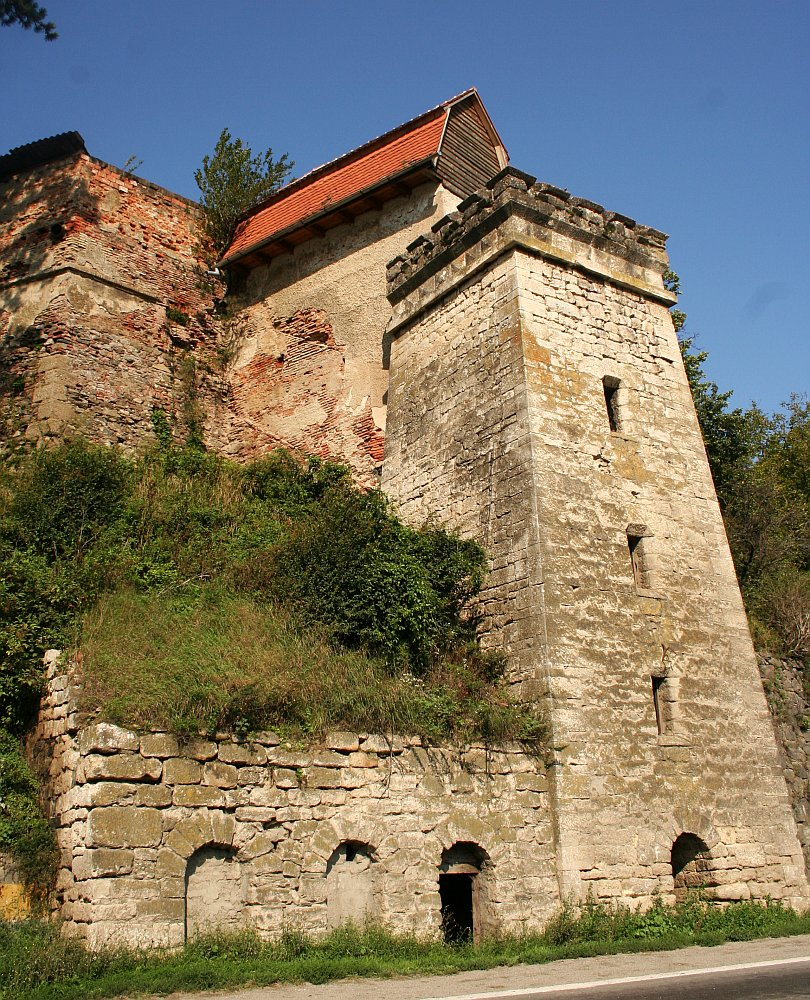
Torre principale del Castello Turnu Roșu
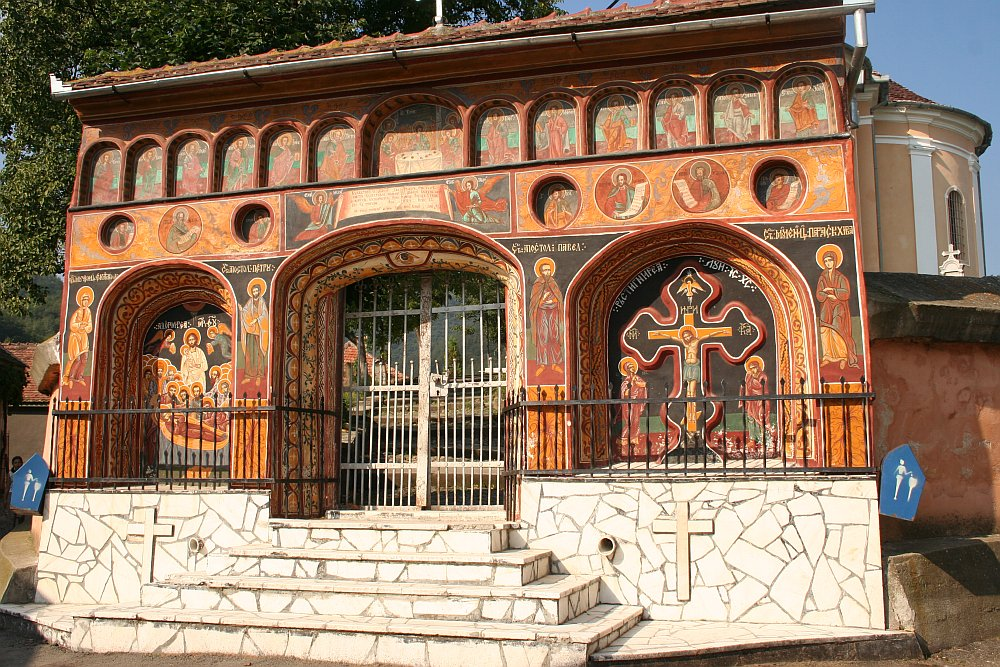
Portale della chiesa ortodossa